# Shere Hite

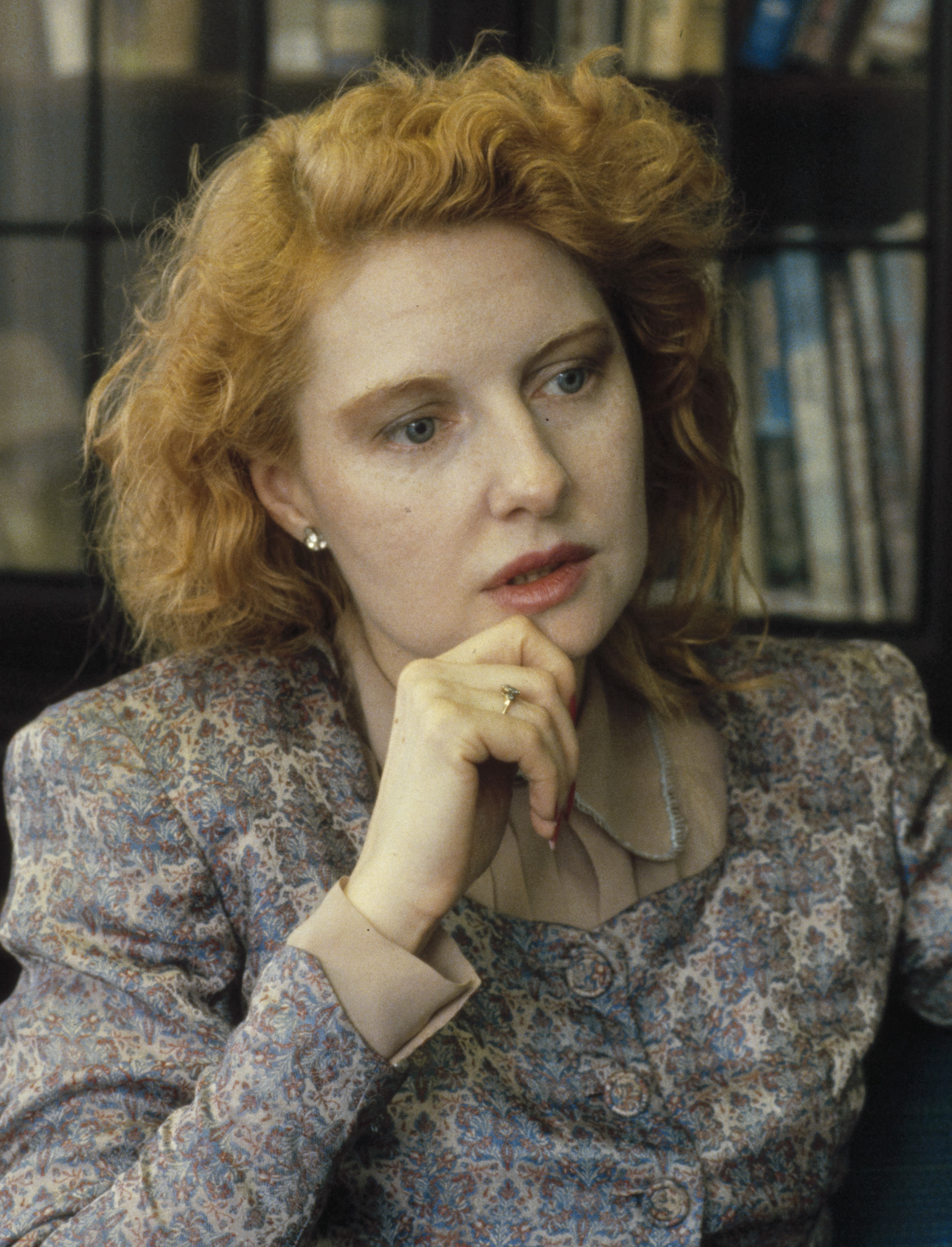
Shere Hite in 1981

Shere Hite (geboren Shirley Diana Gregory) (St. Joseph (Missouri), 2 november 1942 – Londen, 9 september 2020) was een in Amerika geboren Duitse seksvoorlichtster en feministe.

## Loopbaan
Haar seksuologisch werk richtte zich op de vrouwelijke seksualiteit. Hite bouwde voort op biologische studies van seks door Masters en Johnson en van Alfred Kinsey. Na aanvallen op haarzelf en haar werk gaf ze haar Amerikaans staatsburgerschap in 1995 op om Duitse te worden.